# Giuseppe Petrosellini
Giuseppe Antonio Andrea Petrosellini (29 novembre 1727, Corneto - après 1799, Rome) est un poète italien et un librettiste prolifique travaillant principalement dans les genres dramma giocoso et opera buffa.

## Biographie
Petrosellini est né à Corneto, dans les États pontificaux (aujourd'hui Tarquinia, Latium). Il a été formé au séminaire diocésain de Montefiascone puis il a été l'élève de son oncle paternel Domenico Ottavio Petrosellini. Il a reçu les ordres mineurs. Il a passé la plus grande partie de la vie à Rome à la cour pontificale où il a reçu le titre d'«Abbé». Il a également été membre de plusieurs académies, notamment l'« Accademia degli Arcadi » pour quelle il a écrit sous le pseudonyme « Enisildo Prosindio ». Parmi ses livrets les plus connus, il y a Il barbiere di Siviglia de Paisiello. La finta giardiniera, mise en musique par Pasquale Anfossi en 1774 et Wolfgang Amadeus Mozart en 1775, lui a été attribuée, mais on peut se demander si elle est dans son style. Il a également écrit plusieurs livrets pour Domenico Cimarosa et Pasquale Anfossi. L'une de ses dernières œuvres fut le livret de I nemici generosi de Cimarosa, créé en 1795 au Teatro Valle. Petrosellini est mort à Rome en 1799.

## Livrets
L'activité littéraire de Petrosellini est mal documentée et doit être reconstituée à partir des livrets d'opéras, avec la difficulté qu'une grande partie d'entre eux ne mentionne pas le nom du librettiste. C'est en particulier le cas des premières éditions des livrets imprimés à Rome pour le teatro Valle.
Liste partielle de livrets :
- Buona figliuola, de Niccolò Piccinni (1760)
- Il cavaliere per amore, de Niccolò Piccinni (1763)
- Le donne vendicate, de Niccolò Piccinni (1763)
- Le contadine bizzarre, de Niccolò Piccinni (1763)
- L’incognita perseguitata, de Niccolò Piccinni (1764)
- Contadina in corte, d'Antonio Sacchini (1766)
- Le finte gemelle, de Niccolò Piccinni (1771)
- Il barone di Rocca Antica, de Carlo Franchi (1771)
- L’astratto ovvero Il giocator fortunato, de Niccolò Piccinni (1772)
- L’incognita perseguitata, de Pasquale Anfossi (1773)
- Gl’intrighi amorosi, de Baldassare Galuppi
- Le due contesse de Giovanni Paisiello (3 janvier 1776)
- Il ritorno di Don Calandrino de Domenico Cimarosa (carnaval 1778)
- Il controgenio ovvero Le speranze deluse de Pasquale Anfossi (carnaval 1778)
- La partenza inaspettata d'Antonio Salieri (carnaval 1779)
- Il regno delle amazzoni, d'Agostino Accorimboni (1784)
- La famiglia stravagante ovvero Gli amanti comici de Valentino Fioravanti
- I nemici generosi de  Domenico Cimarosa (1795)